# Chlidonias albostriatus
Chlidonias albostriatus là một loài chim trong họ Laridae.